# Kenny Omega
Tyson Smith (Winnipeg, 16 oktober 1983), beter bekend als Kenny Omega, is een Canadees professioneel worstelaar die sinds 2019 onder contract staat bij All Elite Wrestling (AEW) als worstelaar en als Executive Vice President. Smith wordt algemeen beschouwd als de beste professioneel worstelaar ter wereld. Smith is een voormalige AEW World Champion en AEW World Tag Team Champion.
Omega is vooral bekend van zijn tijd in New Japan Pro Wrestling (NJPW), waarin hij onder andere het IWGP Heavyweight Championship en het IWGP Intercontinental Championship hield en de inaugurele IWGP United States Heavyweight Champion was. Hij was lid van de Bullet Club stable en diende later als de leider van de groep. Hij is de eerste en enige niet-Japanse professioneel worstelaar die de G1 Climax, het belangrijkste toernooi van de promotie, won toen hij Hirooki Goto versloeg in de finale in 2016. Gedurende zijn hele carrière heeft Omega ook opgetreden als onderdeel van grotere nationale en internationale promoties, zoals Ring of Honor (ROH), Impact Wrestling, Lucha Libre AAA Worldwide (AAA) en kort voor de World Wrestling Entertainment, evenals onafhankelijke promoties wereldwijd, waaronder DDT Pro-Wrestling, Jersey All Pro Wrestling (JAPW) en Pro Wrestling Guerrilla (PWG). Bij Impact en AAA is Omega een voormalige Impact World Champion en AAA Mega Champion.
Hij wordt geprezen om zijn veelzijdigheid, techniek en uithoudingsvermogen, die door intimi uit de worstelwereld worden beschouwd als ongezien.

## Professioneel worstel carrière (2000-)

### Jeugdjaren en onafhankelijk circuit (2000-2009)
In zijn jeugdjaren speelde Smith ijshockey. Hij stond doorgaans in het doel. Een vriend overtuigde Smith destijds een opleiding te volgen als professioneel worstelaar in de lokale highschool die hij bezocht. Zij trainden dan ook vaak samen en brachten tevens vele uren door in het krachthonk. Hij baseerde zijn oorspronkelijke alter ego 'Kenny Omega' op de Hadouken, een gevechtstechniek uit het computerspel Street Fighter uit 1987. Hij studeerde nog even aan de universiteit, maar liet zijn opleiding na slechts een jaar alweer varen. Smith was vastbesloten een carrière in het professioneel worstelen na te streven.
Hij debuteerde als prof in februari 2001 bij Premier Championship Wrestling uit de regio Winnipeg. Hij was getuige van hoe de ervaren Mexicaanse worstelaar Eddie Guerrero er in december 2001 op uitnodiging van de promotie een evenement mocht afsluiten. Hij vertolkte nadien een kleine rol als zichzelf in een avant-gardistische korte film van Guy Maddin, een teaser voor diens film The Saddest Music in the World.
De eerste jaren van Smiths carrière laten zich vooral kenmerken door het behalen van het TNA X Division Championship. Smith versloeg Petey Williams bij een show van het door Total Nonstop Action Wrestling (TNA) overgenomen National Wrestling Alliance (NWA) in 2004. Smith verliet in 2006 de Premier Championship Wrestling. Hij had nog een laatste duel met Johnny Devine op 26 september 2006. Hij won tijdens deze periode van worstelaars als Chris Sabin en Amazing Red.

#### World Wrestling Entertainment (2005-2006)
Smith sloot in 2005 een overeenkomst met World Wrestling Entertainment (WWE), maar hij zou vooraf nog enkele maanden uitkomen voor Premier Championship Wrestling (PCW). Zijn avontuur in de WWE draaide finaal uit op een afknapper. Smith geraakte niet verder dan het opleidingscentrum Deep South Wrestling (DSW). Bob Holly werd aangesteld als Smiths trainer. Hij vormde een tag team met Heath Slater, die later zou doorbreken als lid van de worstelgroep The Nexus. Smith verloor van Matt Striker, Eric Pérez en Sonny Siaki, voor wie net als hij uiteindelijk geen groot succes in de WWE weggelegd was.
Hij haalde uiteindelijk de strenge limiet niet en kreeg een negatieve evaluatie van promotor Bill DeMott. Smith verliet de federatie in 2006 en keerde terug naar het minder bekende en onafhankelijke Premier Championship Wrestling. Ook beoefende hij gevechtssporten als jiu jitsu, met wisselend succes. Hij heeft zelf aangegeven dat hij niet tevreden was over zijn periode bij de WWE.

#### Jersey All Pro Wrestling (2007-2009)
Na een tweede samenwerking met Premier Championship Wrestling ging Smith in zee met de onafhankelijke promotie Jersey All Pro Wrestling (JAPW) uit New Jersey. Smith was daarnaast ook actief in Ring of Honor (ROH) en Pro Guerilla Wrestling (PGW) omdat men in het onafhankelijke worstelcircuit doorgaans niet aan een exclusiviteitscontract gebonden is. In JAPW trof hij er Jay Lethal en Teddy Hart aan. Die laatste is een neef van de gerespecteerde worstelaars Bret en Owen Hart. Smith werd door beiden verslagen. Hij boekte zijn eerste overwinning pas tegen Brandon Silvestry (Low Ki), een wedstrijd om het lokale JAPW Heavyweight Championship op 8 maart 2008. Hij verdedigde zijn titel een aantal keer met succes tegen diezelfde Low Ki, alvorens de titel op 28 februari 2009 kwijt te spelen aan Dan Maff.
Het laatste wapenfeit van Smith in JAPW was het behalen van het JAPW Lightweight Championship, het kampioenschap voor lichtgewichten. Hij klopte Jushin Thunder Liger tijdens de allereerste Amerikaanse tournee van New Japan Pro Wrestling (NJPW). De promotie organiseerde daarop geen nieuwe evenementen meer, hoewel Smith eerder niet geneigd was te vertrekken. Hij deed dat uiteindelijk toch en tekende in 2010 een contract voor onbepaalde duur bij New Japan Pro Wrestling.

### Ring of Honor (2008-2010)
Smith worstelde tussen 2008 en 2010 voor Ring of Honor, naast zijn overige bezigheden in het onafhankelijke circuit. Hij slaagde er aanvankelijk niet in de overwinning weg te kapen, maar haalde het daarna tot twee keer toe van Austin Aries, toenmalig ROH World Champion. Hij verdiende via deze overwinningen in november 2009 een kans op het kampioenschap. Kenny Omega liet deze kans echter onbenut.
Vanaf 2010 reisde hij steeds vaker naar Japan voor evenementen geproduceerd door New Japan Pro Wrestling. Smith had toen al een deal gesloten met deze promotie. Een wedstrijd tegen Christopher Daniels op 19 juni 2010 bleek meteen zijn laatste wedstrijd voor Ring of Honor. Hij keerde zes jaar later wel nog korte tijd terug naar de promotie, maar vertrok opnieuw in 2017.

### New Japan Pro Wrestling (2010-2019)
Smith maakte op 31 januari 2010 als 'Kenny Omega' zijn debuut voor New Japan Pro Wrestling (NJPW). Hij en Prince Devitt (Feargal Devitt) vormden al snel een gevierd tag-team. Er kwam een einde aan het team omdat Omega navenant het IWGP Junior Heavyweight Championship van Devitt op het oog had. Omega is sinds 2016 de leider van de populaire worstelgroep Bullet Club, die voorheen gestuurd werd door A.J. Styles. Omega was reeds een prominent lid van de groep, maar hij nam de macht over van Styles. Hij en de overige leden van The Bullet Club, onder wie de stichtende leden Tama Tonga (Alipate Leone), The Young Bucks (Matt Jackson en Nick Jackson) evenals Luke Gallows en Karl Anderson verloochenden Styles op het scherm en beëindigden als dusdanig diens leiderschap. Omega werd prompt gebombardeerd tot leider van de groep.
Op 9 juni 2018 veroverde hij het IWGP World Heavyweight Championship na drie spannende wedstrijden met de in Japan meer ervaren Kazuchika Okada. De wedstrijden kregen lovende kritiek van insiders uit de worstelwereld.

### All Elite Wrestling en Impact Wrestling (2020-heden)

#### Feud met Jon Moxley en samenwerking met Adam Page (2019–2020)
Op 4 februari 2019 had Omega een vierjarig contract getekend bij All Elite Wrestling (AEW). Daarnaast is hij ook Executive Vice President samen met Cody Rhodes en The Young Bucks. Hij worstelde in AEW's inaugurele evenement, Double Or Nothing, waar hij verloor van Chris Jericho, nadat Jon Moxley beide worstelaars aanviel. De volgende maand bij het Fyter Fest evenement, nam Omega wraak tegen Moxley. Er werd een match georganiseerd tussen Moxley en Omega, maar Moxley werd vervangen door Pac, omdat Moxley een MRSA infectie had opgelopen. Pac won van Omega. Op 2 oktober 2019, bij een aflevering Dynamite, werd Omega aangevallen door een terugkerende Jon Moxley gedurende een six-man tag team match. In de Main Event van het Full Gear pay-per-view evenement op 9 november 2019, won Moxley van Omega in een unsanctioned Lights Out match.
Bij Chris Jericho's Rock 'N' Wrestling Rager at Sea Part Deux: Second Wave, wonnen Omega en Adam Page van SoCal Uncensored (Frankie Kazarian & Christopher Daniels) voor het AEW World Tag Team Championship. Op 29 februari 2020, bij het evenement Revolution, wonnen Omega en Page van The Young Bucks. De volgende maand werd aangekondigd dat de Elite zou worden geconfronteerd met de Inner Circle - die Jericho, Sammy Guevara, Jake Hager en Santana en Ortiz omvat in het Blood and Guts evenement Maar het evenement werd door het coronaviruspandemie verplaatst. Omega, Page, The Young Bucks en Matt Hardy gingen tegen de Inner Circle op 23 mei 2020 bij het evenement Double or Nothing. Omega's team won. Op 5 september 2020, verloren Omega en Page het AEW World Tag Team Championship aan FTR (Cash Wheeler and Dax Harwood) bij het evenement All Out.

#### AEW World Champion en Impact World Champion (2020–heden)
Kenny zei in een interview dat hij zich gaat focussen op zijn solo carrière. Van oktober tot november 2020 nam Omega deel aan een toernooi om Number One Contender te worden voor het AEW World Championship. Hij versloeg Sonny Kiss, Penta El Zero M, Page en won het toernooi. Op 2 december 2020, won hij het AEW World Championship van Jox Moxley bij een speciale aflevering van Dynamite genaamd Winter Is Coming voor de eerste keer.
Nadat Omega het AEW World Championship won van Jon Moxley bij Winter Is Coming door de hulp van een oude vriend en Impact Wrestling's Executive Vice President Don Callis, werd er aangekondigd dat hij op 8 december 2020 bij een aflevering Impact Wrestling komt verschijnen. Op 16 januari 2021 won Kenny samen met voormalige Bullet Club team members, The Good Brothers (Luke Gallows & Karl Anderson) van Rich Swann, Chris Sabin en Moose in een 6-an tag team match bij het evenement Hard To Kill. Bij het evenement Revolution in maart 2021, behield Omega de titel over Moxley in een Exploding Barbed Wire Deathmatch.
Op 25 april 2021, bij Impact Wrestling's evenement Rebellion, won Omega van Rich Swann in een Winner Takes All match en behield zijn AEW World Championship en won het Impact World Championship. De maand er na heeft hij succesvol zijn titel verdedigd van Orange Cassidy en Pac in een triple threat match bij het evenement Double or Nothing op 30 mei 2021. Bij het evenement Slammiversary op 17 juli 2021 behield Omega zijn Impact World Championship door een overwinning op Sami Callihan in een No Disqualification match.

### Lucha Libre AAA World Wide (2019-heden)
Op 3 augustus 2019 maakte Omega zijn debuut bij de Mexicaanse worstelorganisatie Lucha Libre AAA World Wide bij het evenement, Triplemanía XXVII, door een samenwerking met AEW. Bij zijn debuut teamde hij met Matt en Nick Jackson tegen Fénix, Pentagón Jr. en Laredo Kid. Die laatste won de match, waarna Omega Fénix uitdaagde voor zijn AAA Mega Championship. Bij het Héroes Inmortales XIII evenement, won Omega het kampioenschap. Omega verdedigde zijn titel succesvol tegen Jack Evens op 26 november 2019 bij een aflevering van Dark. Op 1 december 2019, ging Omega tegen Dragon Lee in zijn tweede titel verdediging wedstrijd bij het evenement Triplemanía Regia. Omega won. Omega won van Sammy Guevara om het kampioenschap te behouden op 25 maart 2020 bij een aflevering van Dynamite. Bij het Triplemania XXVIII evenement, behield Omega zijn AAA Mega Championship succesvol tegen Laredo Kid op 12 december 2020.

## Privé
Smith spreekt vloeiend Japans. Hij is momenteel woonachtig te Katsushika. Voorts is er weinig geweten over Smiths privéleven. Hij liet zich in een online-interview voor ESPN.com ontvallen dat hij "ontzettend hield van de Japanse cultuur" en dat hij al langer "verliefd was op het land".
Hij is een fervent gamer en is een hevige fan van de Final Fantasy-serie. Daarnaast is hij ook fan van Resident Evil en Street Fighter. Hij haalde zelfs inspiratie uit de spellen om zijn combinatie van worstelbewegingen samen te stellen. Smith houdt ervan af en toe een potje te spelen met zijn collega's en vrienden uit de worstelwereld. Zo was hij te zien naast Austin Creed (in WWE bekend als 'Xavier Woods' van The New Day) voor een spelletje Final Fantasy.

## Prestaties
- 4 Front Wrestling
  - 4FW Junior Heavyweight Championship (1 keer)
- All Elite Wrestling
  - AEW World Championship (1 keer)
  - AEW World Tag Team Championship (1 keer) - met Adam Page
- All Japan Pro Wrestling
  - World Junior Heavyweight Championship (1 keer)
- Canadian Wrestling's Elite
  - CWE Tag Team Championship (1 keer) - met Danny Duggan
  - CWE Tag Team Championship Tournament (2010) - met Danny Duggan
- Canadian Wrestling Federation
  - CWF Heavyweight Championship (1 keer)
- CBS Sports
  - Match of the Year (2018) tegen Kazuchika Okada bij evenement Dominion 6.9 in Osaka-jo Hall
- DDT Pro-Wrestling
  - DDT Extreme Division Championship (1 keer)
  - KO-D 6-Man Tag Team Championship (2 keer) - 1x met Gota Ihashi & Kota Ibushi en 1x met Daisuke Sasaki & Kota Ibushi
  - KO-D Openweight Championship (1 keer)
  - KO-D Tag Team Championship (3 keer) - 2x met Kota Ibushi en 1x met Michael Nakazawa
  - Nihonkai Six Man Tag Team Championship (1 keer) - met Mr. #6 en Riho
  - King of DDT Toernooi(2012)
  - Best Match Award (2012) tegen Kota Ibushi op 18 augustus 2012
- Impact Wrestling
  - Impact World Championship (1 keer)
- Japan Indie Awards
  - Best Bout Award (2008) tegen Kota Ibushi bij Beer Garden Pro Wrestling
  - Best Bout Award (2012) tegen Kota Ibushi bij evenement Budokan Peter Pan
  - Best Bout Award (2014) met Kota Ibushi tegen Konosuke Takeshita & Tetsuya Endo bij evenement Dramatic General Election
- Jersey All Pro Wrestling
  - JAPW Heavyweight Championship (1 keer)
  - JAPW Light Heavyweight Championship (1 keer)
- Lucha Libre AAA Worldwide
  - AAA Mega Championship (1 keer)
- MainStream Wrestling
  - Canadian Unified Junior Heavyweight Championship (3 keer)
- New Japan Pro Wrestling
  - IWGP Heavyweight Championship (1 keer)
  - IWGP Intercontinental Championship (1 keer)
  - IWGP Junior Heavyweight Championship (2 keer)
  - IWGP Junior Heavyweight Tag Team Championship (1 keer) - met Kota Ibushi
  - IWGP United States Championship (1 keer)
  - NEVER Openweight 6-Man Tag Team Championship (2 keer) - met Matt Jackson & Nick Jackson
  - G1 Climax (2016)
  - IWGP United States Championship Tournament (2017)
  - New Japan Pro-Wrestling Best Bout (2016) tegen Tetsuya Naito bij evenement G1 Climax 26
  - New Japan Pro-Wrestling Best Bout (2017) tegen Kazuchika Okada evenement Dominion 6.11 in Osaka-jo Hall
  - New Japan Pro-Wrestling MVP (2017)
- Nikkan Sports
  - Match of the Year Award (2016) tegen Tetsuya Naito bij evenement G1 Climax 26
  - Match of the Year Award (2017) tegen Kazuchika Okada bij evenement Wrestle Kingdom 11
  - Match of the Year Award (2018) tegen Kazuchika Okada bij evenemntt Dominion 6.9 in Osaka-jo Hall
  - Best Tag Team Award (2010) met Kota Ibushi
- Premier Championship Wrestling
  - NWA Canadian X-Division Championship (1 keer)
  - PCW Heavyweight Championship (4 keer)
  - PCW Tag Team Championship (2 keer) - 1x met Rawskillz en 1x met Chris Stevens
  - Premier Cup (2005, 2007)
- Pro Wrestling Guerrilla
  - PWG World Championship (1 keer)
  - Battle of Los Angeles (2009)
- Pro Wrestling Illustrated
  - Gerangschikt op nummer 1 van de top 500 singles worstelaars in de PWI 500 in 2018
  - Gerangschikt op nummer 2 van de top 50 tag teams in de PWI Tag Team 50 in 2020 met Adam Page
  - Match of the Year (2017) tegen Kazuchika Okada bij evenement Wrestle Kingdom 11
  - Match of the Year (2018) tegen Kazuchika Okada bij evenement Dominion 6.9 in Osaka-jo Hall
  - Feud of the Year (2017) tegen Kazuchika Okada
- Ring of Honor
  - Feud of the Year (2018) tegen Cody
- SoCal Uncensored
  - Match of the Year (2017) tegen Tomohiro Ishii bij evenement G1 Special in USA
  - Match of the Year (2018) met Kota Ibushi tegen The Young Bucks bij evenement Strong Style Evolved
- Sports Illustrated
  - Wrestler of the Year (2017)
- Tokyo Sports
  - Best Bout Award (2010) met Kota Ibushi tegen Prince Devitt & Ryusuke Taguchi bij evenemnt Destruction '10
  - Best Bout Award (2017) tegen Kazuchika Okada bij evenement Wrestle Kingdom 11
  - Best Bout Award (2018) tegen Kazuchika Okada bij evenement Dominion 6.9 in Osaka-jo Hall
  - Technique Award (2016)
- Weekly Pro Wrestling
  - Best Bout Award (2010) met Kota Ibushi tegen Prince Devitt & Ryusuke Taguchi bij evenement Destruction '10
  - Best Bout Award (2016) tegen Tetsuya Naito bij evenement G1 Climax 26
  - Best Bout Award (2017) tegen Kazuchika Okada bij evenement Wrestle Kingdom 11
  - Best Foreigner Award (2016 - 2018)
  - Best Tag Team Award (2010) met Kota Ibushi
- Wrestling Observer Newsletter
  - Wrestling Observer Newsletter Hall of Fame (Class of 2020)
  - Best Wrestling Maneuver (2016 - 2018) One-Winged Angel
  - Feud of the Year (2017) vs. Kazuchika Okada
  - Japanese MVP (2018)
  - Most Outstanding Wrestler (2018)
  - Pro Wrestling Match of the Year (2017) tegen Kazuchika Okada bij evenement Wrestle Kingdom 11
  - Pro Wrestling Match of the Year (2018) tegem Kazuchika Okada bij evenemnt Dominion 6.9 in Osaka-jo Hall
  - Wrestler of the Year (2018)